# Челенка (хералдика)
Челенка је део хералдичког приказа грба, а тако је назван јер се налази „на челу“ витешке кациге. 
У челенци се углавном понављао мотив који се налази на штиту али, данас, мотив из челенке обично стоји на венцу и у основним је бојама које су на штиту. Може се срести неколико врста круна у челенци мада, у понеким случајевима, круна се може наћи и на челенци. Најчешћи пример круне у челенци јесте поједностављени приказ војводске круне, са четири листа уместо осам. Код грбова градова обично се налази бедемска круна тј. врх куле са грудобранима, стилизовани као круна. 
У челенку се обично стављају разни прикази животиња, најчешће лавови, и то често приказаног само горњег дела тела, људске фигуре, такође само од струка навише, руке које држе неко оружје, птичја крила, итд. 
Мотиви у челенци се обично не појављују на грбовима жена и свештенства, зато што они не учествују у биткама и витешким турнирима и зато и не носе витешке кациге на којима би га могли носити. Ипак, изузетак чине грбови краљица Енглеске и Уједињеног Краљевства, чија се композиција грба ни у чему не разликује од грба неког краља.